# قائمة عمد مدينة مانشستر - نيو هامبشاير
قائمة عُمَد مدينة مانشستر
تقع مدينة مانشستر في ولاية نيو هامبشاير في الولايات المتحدة الأمريكية.
ينتخب العمدة لمدة سنتين وذلك ابتداءاً من سنة 1880.
ثلاثة من تولوا منصب العمدة خدموا في منصب حاكم ولاية نيو هامبشاير وهم فريدريك سميث، جيمس ويستون، بيرسون تشيني.
العمدة إدوارد سميث كان ابنا وحفيدا لعمد مانشستر، فأبوه كان إيزاك سميث وجده كان هيرام براون أول عمدة للمدينة.
اثنان من العمد توفوا أثناء خدمتهم هما داروين دانييلز في عام 1865 وهنري باريسو في عام 1970.

## قائمة عمد مدينة مانشستر
•	هيرام براون 1847
•	جاكوب جيمس 1847 – 1849
•	وارن لين 1849 – 1850
•	موزيس فيلوز 1851 – 1852
•	فريدريك سميث 1852 – 1855
•	ثيودور أبوت 1855 – 1857
•	جاكوب جيمس 1857
•	ألونزو سميث 1858
•	إدوارد هارينتون 1869 – 1860
•	دافيد بانتون 1862
•	ثيودور أبوت 1863
•	فريدريك سميث 1864
•	داروين دانييلز 1865
•	جون هوسلي 1865 – 1866
•	جوزيف كلارك 1867
•	جيمس ويستون 1868
•	إيزاك سميث 1869
•	جيمس ويستون 1870 – 1871
•	بيرسون تشيني 1872
•	تشارلز بارتليت 1873
•	جون نيويل 1873
•	جيمس ويستون 1874 – 1875
•	ألفيوس غاي 1875 – 1876
•	إيرا كروس 1876 – 1877
•	جون كيلي 1877 – 1880
•	هوراس بوتنام 1881 – 1884
•	جورج ستيرنز 1885 – 1886
•	جون هوسلي 1887 – 1888
•	دافيد فارني 1889 – 1890
•	إدغار نولتون 1891 – 1894
•	وليام كلارك 1895 – 1902
•	يوجين ريد 1903 – 1910
•	إداورد سميث 1911 – 1912
•	تشارلز هيز 1913 – 1914
•	هاري سبولدينغ 1915 – 1917
•	مويز فيريت 1918 – 1921
•	جورج ترودل 1922 – 1925
•	أرثر مورو 1926 – 1931
•	داميز كارون 1932 – 1941
•	ويلفريد لافلام 1942 – 1943
•	جوزيفات بينوا 1944 – 1961
•	جون مونغان 1962 – 1963
•	رولاند فالي 1964 – 1967
•	جون مونغان 1968 – 1969
•	هنري باريسو 1970
•	تشارلز ستانتون 1970 – 1971
•	سيلفيو دوبوي 1972 – 1975
•	تشارلز ستانتون 1975 – 1981
•	إيميل بوليو 1982 – 1983
•	روبرت شو 1984 – 1987
•	إيميل بوليو 1988 – 1989
•	ريموند فيتشوريك 1989 – 2000
•	روبرت بين 2000 – 2006
•	فرانك غينتا 2006 – 2010
•	ثيودور غاستاس 2010 – 2018
•	جويس كريغ 2018 - الآن